# Antonia Arslan
Antonia Arslan (in armeno Անտոնիա Արսլան?; Padova, 30 aprile 1938) è una scrittrice e traduttrice italiana di origini armene.

## Biografia
È la primogenita di Maria Vittoria Marchiori e del medico italo-armeno Michele Arslan. Suo nonno paterno, Yerwant Arslanian, nato il 23 maggio 1865 nell'ottomana Kharpert (oggi Harput) da Hamparzum Arslanian e da Iskuhi Kardiashian, aveva mutato il cognome da Arslanian ad Arslan nel 1923.
È stata professoressa di Letteratura italiana moderna e contemporanea all'Università degli Studi di Padova.
È autrice di saggi sulla narrativa popolare e d'appendice (Dame, droga e galline. Il romanzo popolare italiano fra Ottocento e Novecento) e sulla galassia delle scrittrici italiane (Dame, galline e regine. La scrittura femminile italiana fra '800 e '900).
Attraverso l'opera del grande poeta armeno Daniel Varujan - del quale ha tradotto le raccolte Il canto del pane e Mari di grano - ha dato voce alla sua identità armena. Ha curato un libretto divulgativo sul genocidio armeno (Metz Yeghèrn, Il genocidio degli Armeni di Claude Mutafian) e una raccolta di testimonianze di sopravvissuti rifugiatisi in Italia (Hushèr. La memoria. Voci italiane di sopravvissuti armeni).
Nel 2004 ha scritto il suo primo romanzo, La masseria delle allodole, pubblicato da Rizzoli, che ha vinto il Premio Stresa di narrativa, il Premio dei Lettori di Lucca ed è stato finalista del Premio Campiello e che tre anni dopo è stato portato sul grande schermo dai fratelli Taviani.
Nel 2015, sempre con Rizzoli, ha pubblicato Il rumore delle perle di legno sulla sua infanzia in Italia, sulla propria madre e sul genocidio armeno.
È vedova di Paolo Veronese e ha una figlia, Cecilia.

## Opere

### Saggi
- Dame, droga e galline. Il romanzo popolare italiano fra Ottocento e Novecento, Padova, Cleup, 1977.
- Dame, galline e regine. La scrittura femminile italiana fra '800 e '900, Milano, Guerini e Associati, 1999. ISBN 8878029238
- Hushèr. La memoria. Voci italiane di sopravvissuti armeni, Milano, Guerini e Associati, 2001. ISBN 8883352467

### Romanzi
- La masseria delle allodole, Milano, Rizzoli, 2004. ISBN 9788817016339
- La strada di Smirne, Milano, Rizzoli, 2009. ISBN 9788817037259
- Ishtar 2. Cronache dal mio risveglio, Milano, Rizzoli, 2010. ISBN 9788817043694
- Il cortile dei girasoli parlanti, Milano, Piemme, 2011. ISBN 9788856619737
- Il libro di Mush, Skira narrativa, 2012. ISBN 9788857211510
- Il calendario dell'avvento, Milano, Piemme, 2013. ISBN 9788856631098
- Il rumore delle perle di legno, Milano, Rizzoli, 2015. ISBN 9788858679050
- Lettera a una ragazza in Turchia, Milano, Rizzoli, 2016. ISBN 9788817089999
- La bellezza sia con te, Milano, Rizzoli, 2018. ISBN 9788817104869

### Adattamenti cinematografici
- 2007: La masseria delle allodole, film dei Fratelli Taviani.[3]
- 2015: 100 Years of Ethnic Cleansing, documentario di Paolo Mancini, con i Fratelli Taviani.[4]

## Riconoscimenti
- 2004 - Premio Selezione Campiello,[5] Premio Giuseppe Berto per l'opera prima[6] e Premio Stresa[7] per La masseria delle allodole.
- 2005 - Premio dei Lettori e Premio Letterario Internazionale "Alessandro Manzoni – Città Di Lecco" per La masseria delle allodole.[8]
- 2017 - Premio Matilde Serao, I edizione.[9]
- 2020 - Premio internazionale medaglia d'oro al merito della cultura cattolica
- 2024 - Premio Montale Fuori di casa, sezione narrativa[10][11]